# Adelhart Zippelius
Adelhart Zippelius (* 20. Juni 1916 in Karlsruhe; † 9. Mai 2014) war ein deutscher Volkskundler und von 1958 bis 1981 erster Leiter des LVR-Freilichtmuseums Kommern, eines der größten Freilichtmuseen Europas.

## Leben
Der als Sohn des Architekten Johann Adam Zippelius (1873–1956) und dessen Ehefrau, der Kunstmalerin Dora Horn-Zippelius (1876–1967), in Karlsruhe geborene Adelhart Zippelius studierte prähistorische Archäologie, Geologie und Volkskunde. 1948 promovierte er an der Universität Göttingen mit der Arbeit Der Hausbau der Hallstatt- und Latènezeit im südlichen Mitteleuropa zum Dr. phil. In der Folge inventarisierte er im Auftrag des Rheinischen Landesmuseums in Bonn bis 1952 Bauernhäuser am unteren Niederrhein (publiziert 1957).
Die Beauftragung Zippelius’ durch den damaligen Direktor des Landschaftsverbandes Rheinland, Udo Klausa, mit der Erstellung einer Denkschrift zur Frage der Notwendigkeit eines Rheinischen Freilichtmuseums am 15. Juni 1956 war letztlich die Geburtsstunde des Freilichtmuseums Kommern. Aus den vier in engere Wahl gelangten Standorten wurde in der Landschaftsversammlung vom 28. März 1958 Kommern ausgewählt und Zippelius darauf zum ersten Direktor der Neugründung ernannt.:17 Noch im selben Jahr begannen die Ausbauarbeiten.:19 Zippelius sah das Museum zuvorderst als Bildungseinrichtung, was er auch in seiner Eröffnungsrede am 20. Juli 1961 durch ein Zitat des Pädagogen Eduard Spranger zum Ausdruck brachte:

„Wirklich Geistiges vollzieht sich in der Stille. Stärkste Wirkungen kommen auf Taubenfüßen. Man kann aus der Erziehung kein Gewerbe machen, das immer mit einem spezifischen Betriebslärm verbunden ist.“

Ende der 1970er Jahre führte Zippelius eine Auseinandersetzung mit Landesrat Rudolf Hartung um dessen Intention einer Neuausrichtung des Freilichtmuseums sowie weiterer Landesmuseen nach amerikanischem Vorbild – weg von dem bisherigen wissenschaftlich-pädagogischen Ansatz. Zippelius, der das Freilichtmuseum bis 1981 leitete, kritisierte ohne Unterlass die unter seinem Nachfolger Dieter Pesch eingeleiteten Veränderungen. Die Kommerzialisierungstendenzen hin zu einem Freizeitpark waren ihm zuwider, und er lehnte sie bis zuletzt als „Kapitulation vor dem Zeitgeist“ ab.
Adelhart Zippelius starb am 9. Mai 2014 wenige Wochen vor Vollendung seines 98. Lebensjahres.
Familie
Adelhart Zippelius war bis zu ihrem Tod im Jahr 1994 mit der Ethologin Hanna-Maria Zippelius verheiratet. Ihre Tochter ist die Physikerin Annette Zippelius. Adelhart und Hanna-Maria Zippelius wohnten in unmittelbarer Nachbarschaft des Freilichtmuseums Kommern.

## Schriften
- Der Hausbau der Hallstatt- und Latènezeit im südlichen Mitteleuropa (zugleich Dissertation, Universität Göttingen). Göttingen 1948.
- Das Bauernhaus am unteren deutschen Niederrhein (= Werken und Wohnen, Band 1). Martini & Grüttefien, Wuppertal 1957.
- Rheinisches Freilichtmuseum und Landesmuseum für Volkskunde. Führer und Schriften des Rheinischen Freilichtmuseums in Kommern. Führer, Rheinland-Verlag, Düsseldorf 1961 (2. Auflage 1964, 3. Auflage 1966, 6. Auflage 1972).
- Volkskunst im Rheinland: Katalog zu der Ausstellung Volkskunst im Rheinland. Rheinland-Verlag, Köln u. a. 1968.
- Handbuch der europäischen Freilichtmuseen. Rheinland-Verlag [u. a.], Köln u. a. 1974.
- Das Rheinische Freilichtmuseum und Landesmuseum für Volkskunde in Kommern. Geschichte und Ausblick. Rheinland Verlag/Habelt, Köln/Bonn 1981, ISBN 3-7927-0629-6.
- Freilichtmuseen in Deutschland (= HB Bildatlas, Spezial 6). HB-Verlags- und Vertriebs-Ges./Pegasus-Buch- und Zeitschr.-Vertriebsges., Hamburg/Stuttgart 1982.